# Esbjerg forenede Boldklubber
L'Esbjerg fB (nome completo Esbjerg forenede Boldklubber), abbreviato anche in EfB e chiamato comunemente Esbjerg, è una società calcistica danese con sede nella città di Esbjerg. Gioca le partite casalinghe alla Blue Water Arena, impianto da 18.000 posti a sedere.

## Storia
L'Esbjerg forenede Boldklubber è stato fondato nel 1924, frutto della fusione tra Esbjerg Boldklub af 1898 (E.B. 98) e Esbjerg Amatørklub af 1911 (EAK). Gli anni d'oro dell'Esbjerg coincidono con i primi anni '60 quando, sotto la guida dell'allenatore austriaco Rudy Strittich, la squadra bianco-blu vinse 4 Campionati danesi (1961, 1962, 1963, 1965) ed una Coppa di Danimarca nel 1964.
L'Esbjerg torna ai vertici del campionato danese sul finire degli anni '70: il trionfo in campionato è datato 1979, punto di arrivo di un cammino iniziato negli anni precedenti e che aveva visto la squadra vincere la Coppa di Danimarca nel '76 per poi classificarsi terza al termine del campionato 1977 e seconda nel 1978.
Dopo un periodo di anonimato, la squadra Esbjerg forenede Boldklubber è tornata a recitare un ruolo di primo piano nel campionato danese a partire dagli anni 2000. Giunge terzo posto nel Campionato 2003-2004 e partecipa alla Coppa Intertoto 2004, eliminando l'OGC Nizza e il Vėtra Vilnius, per poi perdere contro lo Schalke 04 alle semifinali. 
Dopo due finali di Coppa di Danimarca perse nel 2006 e 2008, la squadra è tornata al successo in coppa al termine della stagione 2012-2013 quando il 9 maggio al Parken Stadium di Copenaghen ha battuto in finale il Randers Football Club con il risultato di 0-1.
La squadra quindi partecipa all'UEFA Europa League 2013-2014: passando i play-off contro il Saint-Étienne (risultato totale: 5-3, 4-3 in Danimarca per i danesi e 1-0 in Francia sempre per i danesi), accedendo così alla fase a gironi. Qui incontra il Red Bull Salzburg, l'Elfsborg e lo Standard Liegi nel girone C: la squadra perde solo le sfide con il Red Bull Salzburg e vince tutte le sfide con le altre due squadre del girone, terminando a 12 punti in seconda posizione il girone C ed accedendo così ai sedicesimi di finale, dove incontra la Fiorentina.
Con la squadra italiana perde in casa 3-1 e pareggia 1-1 a Firenze. A fine stagione la squadra danese si qualifica nuovamente per i preliminari di Europa League arrivando al 5º posto a 48 punti.
La squadra danese affronta la formazione kazaka del Kairat Almaty, con la quale pareggia 1-1 all'andata in Kazakistan (gol di Mohammed Fellah per i danesi), mentre in Danimarca i padroni di casa vincono 1-0 e si qualificano per il turno successivo contro il Ruch Chorzów, compagine polacca, ma con questa squadra l'Esbjerg pareggia entrambe le partite: 0-0 in Polonia e 2-2 in Danimarca e per la regola dei gol in trasferta i danesi vengono eliminati.

## Organico

### Rosa 2020-2021
Aggiornata al 30 ottobre 2020.
| N. |                      | Ruolo | Calciatore         |
| -- | -------------------- | ----- | ------------------ |
| 2  | Danimarca (bandiera) | D     | Jonas Mortensen    |
| 4  | Danimarca (bandiera) | D     | Viktor Tranberg    |
| 5  | Finlandia (bandiera) | D     | Markus Halsti      |
| 6  | Georgia (bandiera)   | C     | Lasha Parunashvili |
| 7  | Finlandia (bandiera) | C     | Joni Kauko         |
| 8  | Giamaica (bandiera)  | D     | Rodolph Austin     |
| 10 | Ghana (bandiera)     | C     | Mohammed Dauda     |
| 11 | Finlandia (bandiera) | C     | Pyry Soiri         |
| 12 | Polonia (bandiera)   | D     | Rafał Kurzawa      |
| 14 | Svezia (bandiera)    | D     | Franz Brorsson     |
| 16 | Danimarca (bandiera) | P     | Jeppe Højbjerg     |
| 17 | Danimarca (bandiera) | D     | Kevin Conboy       |
| 18 | Danimarca (bandiera) | A     | Nicklas Røjkjær    |

| N. |                      | Ruolo | Calciatore               |
| -- | -------------------- | ----- | ------------------------ |
| 19 | Danimarca (bandiera) | C     | Nicklas Strunck Jakobsen |
| 20 | Danimarca (bandiera) | D     | Søren Reese              |
| 23 | Ucraina (bandiera)   | A     | Jurij Jakovenko          |
| 25 | Danimarca (bandiera) | D     | Jeppe Brinch             |
| 26 | Danimarca (bandiera) | C     | Mathias Kristensen       |
| 30 | Danimarca (bandiera) | P     | Mads Kikkenborg          |
| 35 | Danimarca (bandiera) | P     | Mathias Rosenørn         |
| 38 | Danimarca (bandiera) | C     | Jakob Lungi Sørensen     |
| 40 | Danimarca (bandiera) | D     | Daniel Anyembe           |
| 47 | Danimarca (bandiera) | A     | Patrick Egelund          |
| 50 | Danimarca (bandiera) | C     | Mads Larsen              |
| 77 | Croazia (bandiera)   | A     | Ante Erceg               |

### Rosa 2019-2020
Aggiornata all'18 febbraio 2020.
| N. |                      | Ruolo | Calciatore         |
| -- | -------------------- | ----- | ------------------ |
| 2  | Danimarca (bandiera) | D     | Jonas Mortensen    |
| 4  | Danimarca (bandiera) | D     | Viktor Tranberg    |
| 5  | Finlandia (bandiera) | D     | Markus Halsti      |
| 6  | Georgia (bandiera)   | C     | Lasha Parunashvili |
| 7  | Finlandia (bandiera) | C     | Joni Kauko         |
| 8  | Giamaica (bandiera)  | D     | Rodolph Austin     |
| 10 | Ghana (bandiera)     | C     | Mohammed Dauda     |
| 11 | Finlandia (bandiera) | C     | Pyry Soiri         |
| 12 | Polonia (bandiera)   | D     | Rafał Kurzawa      |
| 14 | Svezia (bandiera)    | D     | Franz Brorsson     |
| 16 | Danimarca (bandiera) | P     | Jeppe Højbjerg     |
| 17 | Danimarca (bandiera) | D     | Kevin Conboy       |

| N. |                      | Ruolo | Calciatore           |
| -- | -------------------- | ----- | -------------------- |
| 18 | Danimarca (bandiera) | A     | Nicklas Røjkjær      |
| 20 | Danimarca (bandiera) | D     | Søren Reese          |
| 23 | Ucraina (bandiera)   | A     | Jurij Jakovenko      |
| 25 | Danimarca (bandiera) | D     | Jeppe Brinch         |
| 26 | Danimarca (bandiera) | C     | Mathias Kristensen   |
| 35 | Danimarca (bandiera) | P     | Mathias Rosenørn     |
| 38 | Danimarca (bandiera) | C     | Jakob Lungi Sørensen |
| 40 | Danimarca (bandiera) | D     | Daniel Anyembe       |
| 47 | Danimarca (bandiera) | A     | Patrick Egelund      |
| 50 | Danimarca (bandiera) | C     | Mads Larsen          |
| 77 | Croazia (bandiera)   | A     | Ante Erceg           |

### Rosa 2016-2017
| N. |                      | Ruolo | Calciatore       |
| -- | -------------------- | ----- | ---------------- |
| 1  | Danimarca (bandiera) | P     | Jonas Jensen     |
| 3  | Grecia (bandiera)    | D     | Kōstas Tsimikas  |
| 5  | Grecia (bandiera)    | D     | Giōrgos Katsikas |
| 7  | Danimarca (bandiera) | C     | Jesper Jørgensen |
| 8  | Danimarca (bandiera) | C     | Jeppe Andersen   |
| 9  | Danimarca (bandiera) | A     | Mads Hvilsom     |
| 10 | Australia (bandiera) | C     | Awer Mabil       |
| 14 | Danimarca (bandiera) | A     | Søren Andreasen  |
| 16 | Danimarca (bandiera) | P     | Jeppe Højbjerg   |
| 18 | Georgia (bandiera)   | D     | Otar Kakabadze   |

| N. |                      | Ruolo | Calciatore          |
| -- | -------------------- | ----- | ------------------- |
| 21 | Danimarca (bandiera) | C     | Mark Brink          |
| 22 | Australia (bandiera) | A     | Brent McGrath       |
| 23 | Norvegia (bandiera)  | D     | Andreas Nordvik     |
| 24 | Danimarca (bandiera) | D     | Marco Lund          |
| 25 | Danimarca (bandiera) | D     | Jeppe Brinch        |
| 26 | Danimarca (bandiera) | C     | Mathias Kristensen  |
| 27 | Svezia (bandiera)    | A     | Robin Söder         |
| 32 | Danimarca (bandiera) | C     | Nikolaj Hagelskjaer |
| 33 | Danimarca (bandiera) | C     | Kevin Mensah        |
| 35 | Danimarca (bandiera) | P     | Lasse Mikkelsen     |

### Rosa 2015-2016
| N. |                        | Ruolo | Calciatore           |
| -- | ---------------------- | ----- | -------------------- |
| 2  | Danimarca (bandiera)   | D     | Michael Jakobsen     |
| 3  | Danimarca (bandiera)   | D     | Daniel Stenderup     |
| 4  | Islanda (bandiera)     | C     | Victor Pálsson       |
| 5  | Danimarca (bandiera)   | D     | Bjørn Paulsen        |
| 6  | Norvegia (bandiera)    | C     | Magnus Lekven        |
| 7  | Danimarca (bandiera)   | C     | Jesper Jørgensen     |
| 8  | Danimarca (bandiera)   | C     | Jeppe Andersen       |
| 9  | Paesi Bassi (bandiera) | A     | Mick van Buren       |
| 10 | Danimarca (bandiera)   | C     | Emil Lyng            |
| 11 | Danimarca (bandiera)   | A     | Lasse Rise           |
| 12 | Danimarca (bandiera)   | A     | Søren Andreasen      |
| 15 | Danimarca (bandiera)   | D     | Ryan Johnson Laursen |
| 16 | Danimarca (bandiera)   | P     | Jeppe Højbjerg       |
| 17 | Danimarca (bandiera)   | C     | Casper Nielsen       |

| N. |                       | Ruolo | Calciatore          |
| -- | --------------------- | ----- | ------------------- |
| 18 | Danimarca (bandiera)  | D     | Leon Jessen         |
| 19 | Danimarca (bandiera)  | A     | Ronnie Schwartz     |
| 21 | Filippine (bandiera)  | C     | Jerry Lucena        |
| 22 | Norvegia (bandiera)   | A     | Mohammed Fellah     |
| 23 | Norvegia (bandiera)   | D     | Andreas Nordvik     |
| 24 | Danimarca (bandiera)  | D     | Marco Lund          |
| 25 | Danimarca (bandiera)  | D     | Jeppe Brinch        |
| 26 | Danimarca (bandiera)  | C     | Mathias Kristensen  |
| 27 | Svezia (bandiera)     | A     | Robin Söder         |
| 30 | Slovacchia (bandiera) | P     | Martin Dúbravka     |
| 32 | Danimarca (bandiera)  | C     | Nikolaj Hagelskjaer |
| 33 | Danimarca (bandiera)  | C     | Kevin Mensah        |
| 35 | Danimarca (bandiera)  | P     | Jonas Jensen        |
|    | Danimarca (bandiera)  | D     | Jesper Lauridsen    |

### Rose delle stagioni precedenti
- 2018-2019

## Palmarès

### Competizioni nazionali
- Campionato danese: 5

1961, 1962, 1963, 1965, 1979
- Coppa di Danimarca: 3

1963-1964, 1975-1976, 2012-2013
- 1. Division: 3

1948-1949, 2000-2001, 2011-2012
- 2. Division: 3

1994, 2005-2006, 2023-2024

### Altri piazzamenti
- Campionato danese:

Secondo posto: 1955-1956, 1968, 1978
Terzo posto: 1977, 2003-2004, 2018-2019
- Coppa di Danimarca:

Finalista: 1957, 1962, 1978, 1985, 2006, 2008
Semifinalista: 2001-2002, 2010-2011, 2014-2015
- 1. Division:

Secondo posto: 2017-2018
- 2. Division:

Terzo posto: 2022-2023
- Coppa Intertoto UEFA:

Semifinalista: 2004
- UEFA Fair Play ranking: 2

2002-2003, 2004-2005